# Gérygone enchanteresse
Gerygone palpebrosa
Espèce
Statut de conservation UICN

 LC  : Préoccupation mineure
Synonymes
- Gerygone chloronotus

La Gérygone enchanteresse (Gerygone palpebrosa) est une espèce de passereau de la famille des Acanthizidae.

## Distribution
On la trouve en Nouvelle-Guinée et dans le flanc nord-est de l'Australie.

## Habitat

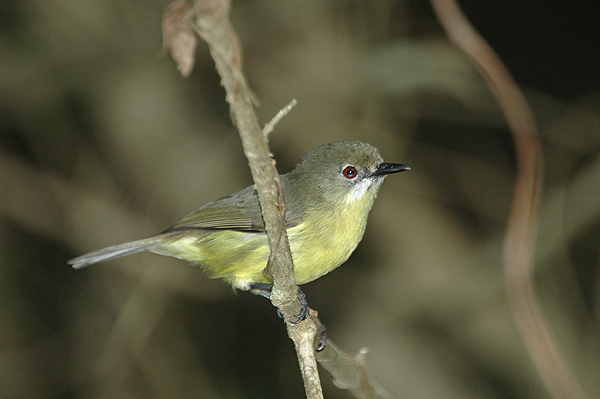
une femelle

Elle habite les mangroves et les forêts humides en plaines subtropicales et tropicales.

## Sous-espèces
Selon la classification de référence du Congrès ornithologique international (14.2, 2024) elle se répartit en 5 sous-espèces :
- Gerygone palpebrosa palpebrosa Wallace, 1865 — Nouvelle-Guinée, îles Aru et Raja Ampat
- Gerygone palpebrosa wahnesi (Meyer,AB, 1899) — Yapen et nord de la Nouvelle-Guinée
- Gerygone palpebrosa tarara Rand, 1941 — savane et prairies du Trans-Fly
- Gerygone palpebrosa personata Gould, 1866 — péninsule du cap York
- Gerygone palpebrosa flavida Ramsay,EP, 1877 — Queensland

## Galerie

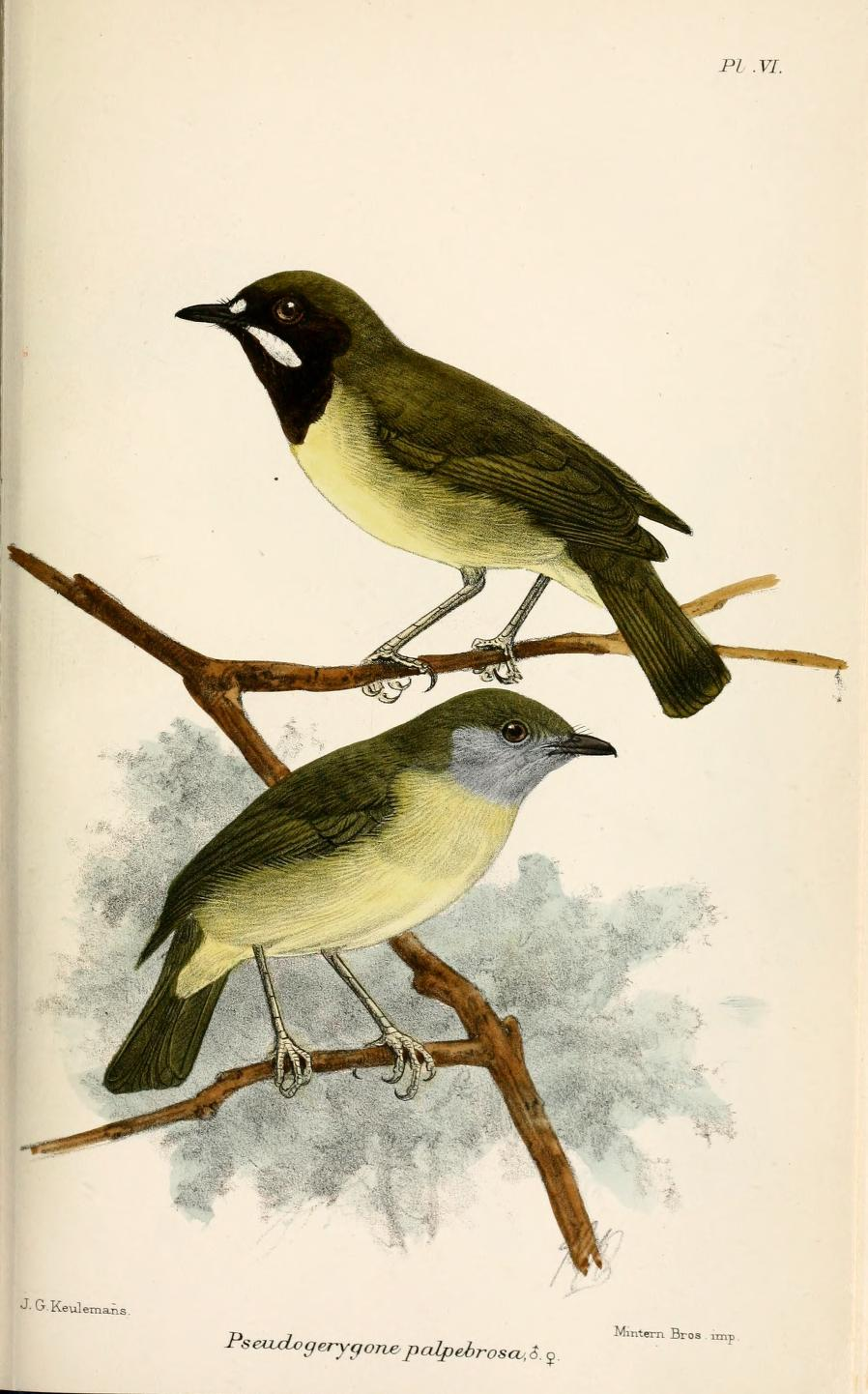
un couple